# Party Tour
Il Party Tour è il primo tour della cantante Pink, intrapreso per promuovere il suo secondo album in studio Missundaztood (2001).
È iniziato a Phoenix il 2 maggio 2002 e si è concluso, con 55 spettacoli in varie parti del mondo, a Honolulu il 18 dicembre 2002. È stato sponsorizzato da Bally Total Fitness.

## Storia
Durante la promozione di Missundaztood, Pink affermò di essere orgogliosa del sound dell'album e di essere pronta a partire in tour con la sua nuova band. Durante la pianificazione di quest'ultimo, la cantante partecipò attivamente, curandone ogni aspetto e scegliendo gli artisti d'apertura. Durante un'intervista, Pink disse che nella scalettaci sarebbero state anche delle cover di molti artisti che l'hanno ispirata, come i 4 Non Blondes, Aerosmith e Janis Joplin.
La scenografia del tour era formata semplicemente da uno sfondo simile a un muro di mattoni con la scritta "P!Nk", uno schermo per i video, gli strumenti musicali e un microfono. Infatti fu progettata per le esibizioni nei locali notturni e in sale da concerto. L'artista dichiarò: "Le grandi produzioni, per me, sono fantastiche. Ad esempio, adoro andare a Las Vegas e vedere gli spettacoli, ma penso che a volte sia fonte di distrazione, specialmente se sei li per ascoltare musica. Ricordo di essere stata in tour con NSYNC, ed era qualcosa come un palcoscenico da 5 milioni di dollari. Mi piacciono gli spettacoli che si svolgono in discoteche sporche, oscure e fumose, senza produzione. Il mio spettacolo teatrale è crudo e imprevedibile, non c'è molta coreografia questa volta, è solo strumenti, voce e un'incredibile musica. Sarà decisamente più organico".
La serata d'apertura si tenne a Phoenix, il 2 maggio 2002. In alcune date della lega nordamericana, Pink si esibì come artista d'apertura per una serie di concerti di Lenny Kravitz. Successivamente, il tour approdò in Europa, con solamente cinque concerti tra Regno Unito, Irlanda e Germania, per poi passare in Giappone.
Le date oceaniche iniziarono il 26 novembre a Dunedin, in Nuova Zelanda. In Australia, il tour fece parte del Rumba Festival.
L'ultimo show si svolse a Honolulu, nelle isole Hawaii, il 18 dicembre 2002.

## Formazione
- Voce: Pink
- Tastiere: Jason Chapman e Cassandra O'Neal
- Batteria: Mylious Johnson
- Chitarra: Rafael Moriera
- Basso: Janis Tanaka
- Coriste: Janis Tanaka e Cassandra O'Neal

## Scaletta
Most Girls (introduzione strumentale)
1. Get the Party Started
2. Missundaztood
3. 18 Wheeler
4. What's Up?
5. Dear Diary
6. Respect
7. I Love You/You're All I Need to Get By
8. Janie's Got a Gun
9. You Make Me Sick
10. Just like a Pill
11. Lonely Girl

Sweet Child o' Mine (interludio strumentale)
1. Numb
2. Summertime/Piece of My Heart/Me and Bobby McGee
3. Family Portrait
4. My Vietnam (contiene elementi di The Star Spangled Banner)
5. Eventually
6. There You Go
7. Don't Let Me Get Me

## Date
| Date              | Città                | Stato         | Luogo                              | Biglietti disponibili/Biglietti venduti | Incasso      |              |
| Nord America      | Nord America         | Nord America  | Nord America                       | Nord America                            | Nord America | Nord America |
| ----------------- | -------------------- | ------------- | ---------------------------------- | --------------------------------------- | ------------ | ------------ |
| 2 maggio 2002     | Phoenix              | Stati Uniti   | Web Theatre                        | N.D.                                    | N.D.         |              |
| 4 maggio 2002     | Tucson               | Stati Uniti   | AVA Amphiteather                   | N.D.                                    | N.D.         |              |
| 5 maggio 2002     | Las Vegas            | Stati Uniti   | Rain in the Desert                 | N.D.                                    | N.D.         |              |
| 7 maggio 2002     | Salt Lake City       | Stati Uniti   | Kingsbury Hall                     | N.D.                                    | N.D.         |              |
| 9 maggio 2002     | Denver               | Stati Uniti   | Fillmore Auditorium                | N.D.                                    | N.D.         |              |
| 10 maggio 2002    | Bernalillo           | Stati Uniti   | Cheenh Lounge                      | N.D.                                    | N.D.         |              |
| 12 maggio 2002    | Austin               | Stati Uniti   | Austin Music Hall                  | N.D.                                    | N.D.         |              |
| 14 maggio 2002    | Houston              | Stati Uniti   | Aerial Theatre                     | N.D.                                    | N.D.         |              |
| 15 maggio 2002    | Grand Prairie        | Stati Uniti   | NextStage                          | N.D.                                    | N.D.         |              |
| 16 maggio 2002    | Grand Prairie        | Stati Uniti   | NextStage                          | N.D.                                    | N.D.         |              |
| 18 maggio 2002    | Orlando              | Stati Uniti   | Hard Rock Live                     | N.D.                                    | N.D.         |              |
| 19 maggio 2002    | Fort Lauderdale      | Stati Uniti   | Au-Rene Theater                    | N.D.                                    | N.D.         |              |
| 22 maggio 2002    | Atlanta              | Stati Uniti   | The Tabernacle                     | N.D.                                    | N.D.         |              |
| 25 maggio 2002    | Hershey              | Stati Uniti   | Hershey Star Pavilion              | N.D.                                    | N.D.         |              |
| 26 maggio 2002    | Wallingford          | Stati Uniti   | CareerBuilder.com Oakdale Theater  | N.D.                                    | N.D.         |              |
| 28 maggio 2002    | New York             | Stati Uniti   | Beacon Theatre                     | N.D.                                    | N.D.         |              |
| 29 maggio 2002    | New York             | Stati Uniti   | Beacon Theatre                     | N.D.                                    | N.D.         |              |
| 31 maggio 2002    | Boston               | Stati Uniti   | Orpheum Theatre                    | N.D.                                    | N.D.         |              |
| 1 giugno 2009     | Upper Darby Township | Stati Uniti   | Tower Theater                      | N.D.                                    | N.D.         |              |
| 2 giugno 2002     | East Rutherford      | Stati Uniti   | Giants Stadium                     | N.D.                                    | N.D.         |              |
| 4 giugno 2002     | Washington           | Stati Uniti   | Nation                             | N.D.                                    | N.D.         |              |
| 5 giugno 2002     | Cleveland            | Stati Uniti   | Tower City Amphitheatre            | N.D.                                    | N.D.         |              |
| 7 giugno 2002     | Pittsburgh           | Stati Uniti   | I.C. Light Amphiteater             | N.D.                                    | N.D.         |              |
| 9 giugno 2002     | Toronto              | Canada        | Massey Hall                        | N.D.                                    | N.D.         |              |
| 10 giugno 2002    | Detroit              | Stati Uniti   | State Theatre                      | N.D.                                    | N.D.         |              |
| 12 giugno 2002    | Rosemont             | Stati Uniti   | Rosemont Theatre                   | N.D.                                    | N.D.         |              |
| 13 giugno 2002    | Minneapolis          | Stati Uniti   | Orpheum Theatre                    | N.D.                                    | N.D.         |              |
| 15 giugno 2002    | Pasadena             | Stati Uniti   | Rose Bowl                          | N.D.                                    | N.D.         |              |
| 18 giugno 2002    | Spokane              | Stati Uniti   | Spokane Opera House                | N.D.                                    | N.D.         |              |
| 19 giugno 2002    | Vancouver            | Canada        | Orpheum Theatre                    | N.D.                                    | N.D.         |              |
| 22 giugno 2002    | Portland             | Stati Uniti   | Theatre of Clouds                  | N.D.                                    | N.D.         |              |
| 24 giugno 2002    | Santa Rosa           | Stati Uniti   | Luther Burbank Center for the Arts | N.D.                                    | N.D.         |              |
| 25 giugno 2002    | San Francisco        | Stati Uniti   | Warfield Theater                   | N.D.                                    | N.D.         |              |
| 28 giugno 2002    | Los Angeles          | Stati Uniti   | Wiltern Theatre                    | N.D.                                    | N.D.         |              |
| 29 giugno 2002    | Los Angeles          | Stati Uniti   | Wiltern Theatre                    | N.D.                                    | N.D.         |              |
| 30 giugno 2002    | San Diego            | Stati Uniti   | Del Mar Arena                      | N.D.                                    | N.D.         |              |
| 11 luglio 2002    | Atlanta              | Stati Uniti   | DelKalb Event Center               | N.D.                                    | N.D.         |              |
| 2 settembre 2002  | Phoenix              | Stati Uniti   | Cricket Wireless Pavilion          | N.D.                                    | N.D.         |              |
| 14 settembre 2002 | Noblesville          | Stati Uniti   | Deer Creek Music Center            | N.D.                                    | N.D.         |              |
| Europa            |                      |               |                                    |                                         |              |              |
| 5 novembre 2002   | Manchester           | Regno Unito   | Manchester Apollo                  | N.D.                                    | N.D.         |              |
| 6 novembre 2002   | Dublino              | Irlanda       | Point Theatre                      | N.D.                                    | N.D.         |              |
| 8 novembre 2002   | Colonia              | Germania      | E-Werk                             | N.D.                                    | N.D.         |              |
| 11 novembre 2002  | Birmingham           | Regno Unito   | Carling Academy Birmingham         | N.D.                                    | N.D.         |              |
| 12 novembre 2002  | Londra               | Regno Unito   | Brixton Academy                    | N.D.                                    | N.D.         |              |
| Asia              |                      |               |                                    |                                         |              |              |
| 19 novembre 2002  | Osaka                | Giappone      | Koseinenkin Hall                   | N.D.                                    | N.D.         |              |
| 21 novembre 2002  | Tokyo                | Giappone      | Tokyo International Forum          | N.D.                                    | N.D.         |              |
| 22 novembre 2002  | Tokyo                | Giappone      | Shibuya Public Hall                | N.D.                                    | N.D.         |              |
| Oceania           |                      |               |                                    |                                         |              |              |
| 26 novembre 2002  | Dunedin              | Nuova Zelanda | Dunedin Town Hall                  | N.D.                                    | N.D.         |              |
| 27 novembre 2002  | Christchurch         | Nuova Zelanda | Westpac Centre                     | N.D.                                    | N.D.         |              |
| 29 novembre 2002  | Wellington           | Nuova Zelanda | Queen Wharf Events Center          | N.D.                                    | N.D.         |              |
| 30 novembre 2002  | Auckland             | Nuova Zelanda | Wester Springs Stadium             | N.D.                                    | N.D.         |              |
| 3 dicembre 2002   | Perth                | Australia     | Subiaco Oval                       | N.D.                                    | N.D.         |              |
| 6 dicembre 2002   | Adelaide             | Australia     | Adelaide Oval                      | N.D.                                    | N.D.         |              |
| 8 dicembre 2002   | Melbourne            | Australia     | Colonial Stadium                   | N.D.                                    | N.D.         |              |
| 10 dicembre 2002  | Gold Coast           | Australia     | Twin Towns S Club                  | N.D.                                    | N.D.         |              |
| 11 dicembre 2002  | Brisbane             | Australia     | ANZ Stadium                        | N.D.                                    | N.D.         |              |
| 12 dicembre 2002  | Wollongong           | Australia     | Wollongong Entertainment Centre    | N.D.                                    | N.D.         |              |
| 14 dicembre 2002  | Sydney               | Australia     | Stadium Australia                  | N.D.                                    | N.D.         |              |
| Nord America      |                      |               |                                    |                                         |              |              |
| 18 dicembre 2002  | Honolulu             | Stati Uniti   | Blaisdell Arena                    | N.D.                                    | N.D.         |              |